# Caloenas
Caloenas G. R. Gray, 1840 è un genere della famiglia dei Columbidi. Attualmente comprende un'unica specie, il piccione delle Nicobare (Caloenas nicobarica). Sono note inoltre una o due specie estinte: C. canacorum, una grossa specie originaria della Nuova Caledonia e delle Tonga, nota unicamente a partire da resti subfossili e portata probabilmente all'estinzione dai primi colonizzatori polinesiani, e il misterioso piccione di Liverpool (C. maculata), di provenienza sconosciuta, chiamato così perché ne rimane un unico esemplare impagliato conservato al Museo di Liverpool.

## Tassonomia
Le specie giunte fino all'epoca storica sono due:
- Caloenas nicobarica (Linnaeus, 1758) - piccione delle Nicobare;
- Caloenas maculata † (J. F. Gmelin, 1789) - piccione di LIverpool.